# ناظم عودة
ناظم عودة كاتب وأكاديمي عراقي ولد عام 1965 في النجف.

## حياته

### طفولته وتعليمه
عاش حياة العوز في أسرة فقيرة (1965-1989) كان يعمل ويدرس في الوقت نفسه منذ أن كان في الدراسة الابتدائية. وبقي على هذه الحال حتى التخرج من الثانوية (1985). عاش شطراً من حياته في الريف (1970- 1973) في قرية المحاجير، إحدى القرى التابعة لمدينة الحيرة/ المناذرة، وكان تحت رعاية جدّه وأخواله، وهناك تشبّث بحب الطبيعة والريف. درس في بغداد حتى حصوله على الماجستير (1998) والدكتوراه في النظرية والفكر النقدي الحديث (2007). 

### مسيرته المهنية
سكن مدينة بغداد (1991) وتزوّج فيها وعمل فيها أعمالاً حرة بدايةً، ثم عمل في الصحافة والتدريس الجامعي. سافر، في مرحلة الحصار الاقتصادي على العراق، إلى ليبيا وعمل هناك أستاذاً في معاهدها وجامعاتها من سنة 1997 حتى سنة 2001، عاش بعد ذلك في الأردن (2001- 2003) ونشر هناك بعض مقالاته وكتبه. حصل على قبول الهجرة إلى إسترالية في سنة 2002، لكنه فضّل العودة إلى العراق بعد سقوط النظام السياسيّ في سنة 2003. عاش فصول الحرب الأهلية الطائفية ببغداد، ثم سافر إلى دمشق في بداية العام 2007، عاش لأشهر معدودة هناك قبل أن يسافر إلى ألمانيا لألقاء محاضرات هناك في ربيع 2007، ثم هاجر  إلى السويد حيث يعيش الآن. في السويد، حيث العزلة الطويلة، أخذ في الاهتمام بأصول التاريخ العربيّ  الإسلاميّ وبتاريخ الفلسفة الإسلامية، وله في ذلك مؤلفات نُشِرَ بعضها والآخر مخطوط أو قيد النشر. منهجه تحليليٌّ نقديٌّ، وهو المنهج الذي يراه أقرب إلى توجهه الفكريّ. منقطع حالياً إلى دراسة التراث الفكري والثقافي للإسلام. عمل في جامعات عراقية وعربية مثل الجامعة المستنصرية ببغداد وجامعة الجبل الغربي في ليبيا، وهو عضو في الاتحاد العام للأدباء والكتاب العرب واتحاد الأدباء في العراق واتحاد الكتاب والمؤلفين في السويد.
عمل في الصحافة والإعلام وله أنشطة عديدة في مؤسسات ثقافية ومجلات وصحف عراقية عربية فضلاً عن أعمال أخرى مثل رئاسة قسم اللغة العربية في المعهد العالي لإعداد المعلمين في ليبيا. كتب لصحف عدة أعمدة ثابتة مثل صحيفة الصباح والنهضة ببغداد، كما كانت له مساهمات في الصحافة العراقية والعربية. هذا فضلاً عن دراسات أكاديمية مهمة منشورة في المجلات العلمية.
ُتدرّس كتبه النقدية في الجامعات وتحظى باهتمام الباحثين في حقلي النطرية والنقد. ألقى الكاتب ناظم عودة محاضرات عدة في جامعات ومؤسسات ثقافية وحكومية منها اتحاد الكتاب العراقيين، وجمعية النقاد الأردنيين، والبرلمان الألماني "والنادي العالمي بوزراة الخارجية الألمانية حول: صراع الطوائف، ما تبقى من الحرب"، و"جامعة برلين (معهد الدراسات التاريخية) حول: البنى الطائفية في العراق"، ومعرض لايبزك العالمي للكتاب في ألمانيا حول: الثقافة العراقية في ظل الاحتلال والحرب لطائفية. غادر الكاتب بلده العراق مرتين، في العام 1997 حين عمل أستاذاً في الجامعات الليبية، وفي العام 2007 في ذروة الصراع الطائفي في بغداد. يقيم الكاتب حالياً في السويد.
للكاتب مؤلفات عديدة شعرية ونقدية وفكرية منها:
- المنطق الحضوري، دراسة في فلسفة المنطق للتحرر من الشكلانية الصورية، المجلد الاول، دار كنوز المعرفة، 2023.
- الهيمنة الرمزية، تفكيك الأنساق الإيديولوجية للخطاب، دار كنوز المعرفة، 2019.[4]
- اللغة المقنّعة، المواجهات الرمزية بين النصّ والسلطة، دار كنوز المعرفة، 2018.[5]
- الفكر العربي الحديث، من خطاب الاستئناف إلى خطاب الاختلاف، دار كنوز المعرفة، 2017.
- جماليات الصورة، من المثيولوجيا إلى الحداثة- دار التنوير، 2013
- مرايا الجسد الشرقي- سوريا 2012
- قصائد الحب والزوال- الدار العربية للعلوم ناشرون - بيروت 2012[6]
- ديوان الشعر السويدي، دراسة واختيارات مترجمة من الشعر السويدي- دار القنديل- بيروت/ ستوكهولم 2012
- تكوين النظرية، في الفكر الإسلامي والفكر العربي المعاصر(2009)،
- نقص الصورة، الجزء الأول، تأويل بلاغة الموت- المؤسسة العربية للدراسات والنشر- بيروت 2003
- نقص الصورة، الجزء الثاني، تأويل بلاغة السرد-المؤسسة العربية للدراسات والنشر- بيروت 2003
- موسيقى اللقاء الأخير- المؤسسة العربية- بيروت (شعر، 2002)،
- الأصول المعرفية لنظرية التلقي- دار الشروق- الأردن (1997)[7]